# Empire (Louisiana)
Empire is een plaats (census-designated place) in de Amerikaanse staat Louisiana, en valt bestuurlijk gezien onder Plaquemines Parish.

## Demografie
Bij de volkstelling in 2000 werd het aantal inwoners vastgesteld op 2211.

## Geografie
Volgens het United States Census Bureau beslaat de plaats een oppervlakte van
19,9 km², waarvan 13,8 km² land en 6,1 km² water. Empire ligt op ongeveer 0 m boven zeeniveau.

## Plaatsen in de nabije omgeving
De onderstaande figuur toont nabijgelegen plaatsen in een straal van 44 km rond Empire.